# Флэтбол
Флэтбол (от англ. flat — квартира и ball — мяч) — футболообразный вид спорта, изобретенный в России в 2010-х годах. Автором изобретения является в детстве профессионально занимавшийся футболом, пиарщик Антон Первухин. Особенностью этого вида спорта является то, что в игре могут принимать участие 2 человека, играющих против друг друга (в формате 1 на 1) на площадке стандартных размеров 5 на 3 и 6 на 3 метра. Забивать оппоненту можно как прямым ударом по воротам, так и через борт. Играть руками запрещено и самое главное, нельзя переходить половину поля. Игра ведется мягким пенополиуритановым мячом не менее 7 и не более 10 сантиметров.

## История
Презентован данный вид спорта был в июне 2016 года в Нефтеюганске (ХМАО), где для студентов УрФО на всероссийском форуме была установлена площадка-прототип. В августе 2016 года игровая флэтбольная площадка была представлена для СМИ на родине изобретения в городе Челябинск. В данный момент этот вид спорта активно набирает популярность в городах России.
Так, например, в 2017 году первые такие площадки появились даже на Крайнем Севере России в Северо-Енисейском районе Красноярского края и близлежащих населенных пунктах.
Также в 2017 году прошел первый всероссийский турнир по флэтболу среди студентов (участие приняли 28 вузов страны). Кроме того, свои силы во флэтбол опробовали игроки сборной России по футболу.
Также флэтбол используется, как развлечение для болельщиков хоккейных и футбольных команд на домашних аренах. Так, например, площадки были установлены на матчах ХК «Трактор» (Челябинск) и ФК «Урал» (Екатеринбург).
За короткое время игра набрала большую популярность в России.
Площадки для игры во флэтбол были установлены на разных мероприятиях во множестве регионов и городов РФ, в том числе Тульская область, Владимирская область, Сочи и Краснодарский Край, Казань, Ханты-Мансийск, Москва, Воронеж, Екатеринбург, Курганская область, Пенза и многих других.
За время развития данного вида спорта и развлечения были проведены десятки региональных, федеральных и международных турниров.
Например, первый чемпионат России среди школьников был проведен в августе 2017 года в лагере “Орленок”.
На Всемирном Фестивале Молодежи и Студентов в 2017 году с игрой познакомились - бывший игрок “МЮ” и “Эвертона” Андрей Канчельскис, вице-премьер правительства Аркадий Дворкович и главный секретарь FIFA Фатма Самура.
Там же в рамках этого мероприятия состоялся первый чемпионат мира в личном и командном первенстве.
Первым Чемпионом Мира в рамках международных соревнования в личном первенстве стал бывший футболист ФК “Ротор” и ФК “Авангард” Сергей Михайлов.
В командном первенстве второе место заняла команда Африки, первое место заняла команда Международного Студенческого Футбольного Союза
В данный момент самой подготовленной и лучшей сборной командой мира является сборная Казахстана, где главными игроками являются братья Андрей и Александр Дзядзины. Именно эта команда победила в большинстве официальных турниров по флэтболу.
Игра также часто используется в качестве развлечения для болельщиков футбольного и хоккейного первенств России, а также крупных городских и спортивных мероприятий.
На Чемпионате Мира по футболу в России будут установлены специализированных площадки для игры во флэтбол. Все они будут установлены в Москве и действовать все время проведения мундиаля. За время проведения турнира с игрой смогут познакомиться до 1 до 3 миллионов человек.